# Ariditeitsindex

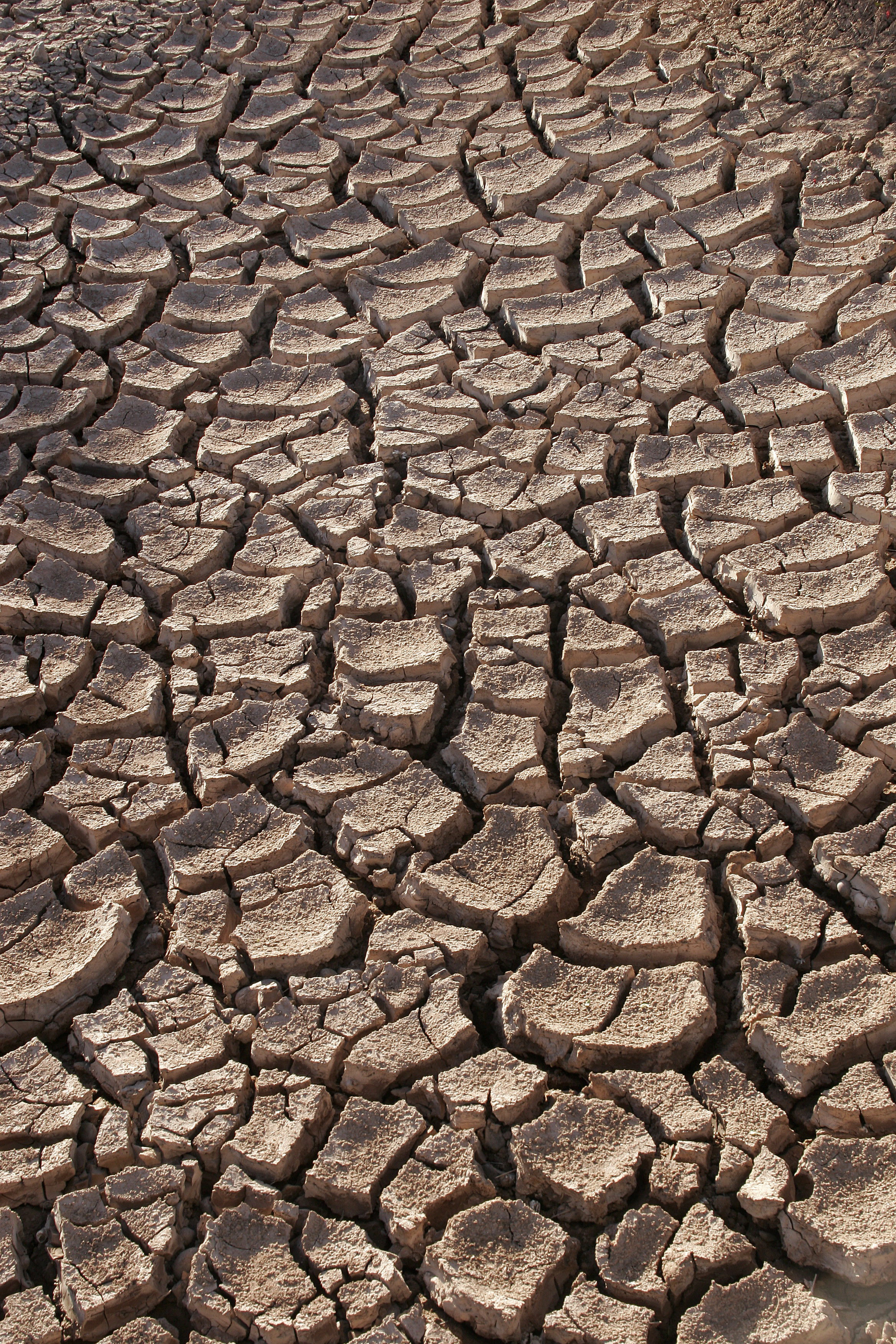
Door droogte gescheurde aarde in de Sonorawoestijn.

De ariditeitsindex of droogte-index is een index die aangeeft hoe droog (aride) het klimaat op een bepaalde plek is. Door de jaren heen zijn er verschillende droogte-indices bedacht. 

## In de classificatie van Köppen
In de klimaatclassificatie van Köppen wordt de droogte-index als volgt berekend:
N = Gemiddelde jaarlijkse neerslagsom in centimeters
T = Gemiddelde jaartemperatuur in graden Celsius
- Wanneer de neerslag verspreid valt over het jaar, dan ligt de grens tussen het droge klimaat (steppeklimaat) en de niet-droge klimaten (A, C en D) op een lijn die overeenkomt met de volgende formule:

{\displaystyle N=2\times (T+7)}
De grens tussen het woestijnklimaat en steppeklimaat ligt op de lijn:
{\displaystyle N=T+7}
- Wanneer de neerslag vooral in de zomer valt, dan ligt de grens tussen het droge klimaat en de niet-droge klimaten op de lijn:

{\displaystyle N=2\times (T+14)}
De grens tussen het woestijnklimaat en steppeklimaat ligt hier dan op de lijn:
{\displaystyle N=T+14}
- Wanneer de neerslag vooral in de winter valt, dan ligt de grens tussen het droge klimaat en de niet-droge klimaten op de lijn:

{\displaystyle N=2\times T}
De grens tussen het woestijnklimaat en steppeklimaat ligt hier dan op de lijn:
{\displaystyle N=T}
Voorbeeld:
- Wanneer de gemiddelde jaartemperatuur 25 °C is en de gemiddelde jaarlijkse neerslagsom, die verspreid valt over het hele jaar, 50 cm; dan is {\displaystyle N} (=50) lager dan {\displaystyle 2\times (T+7)} (2*(25+7)=64 of 25+7=32 en 32*2=64). Dit is dus een droog klimaat. Omdat {\displaystyle N} (=50) hoger is dan {\displaystyle T+7} (25+7=32) spreken we van een steppeklimaat.

Uitzonderingen:
- Wanneer een klimaat aan de definitie van een poolklimaat (E) voldoet, dan is het geen B-klimaat. Samen worden het B- en E-klimaat weleens de droge klimaten genoemd, ook al is dit in de Klimaatclassificatie van Köppen niet gebruikelijk.

## Andere vormen
Een andere ariditeitsindexformule is:
AI=P/PET
AI: Ariditeitsindex (aridity index)
P: Precipitatie = neerslag (precipitation)
PET: Potentiële evapotranspiratie (potential evapotranspiration)
Deze index geeft de verhouding weer tussen de gemiddelde neerslag die er per jaar valt en de potentiële evapotranspiratie, die een verdampingsmaat is.
De uitkomst van de formule is altijd lager dan 1 voor droge gebieden, omdat er in die gebieden altijd meer vocht verdampt dan er neerslaat (in wat voor vorm dan ook).
Een andere droogte-index is de verhouding tussen de jaarlijkse hoeveelheid neerslag en de gemiddelde jaartemperatuur.